# Gliastenen

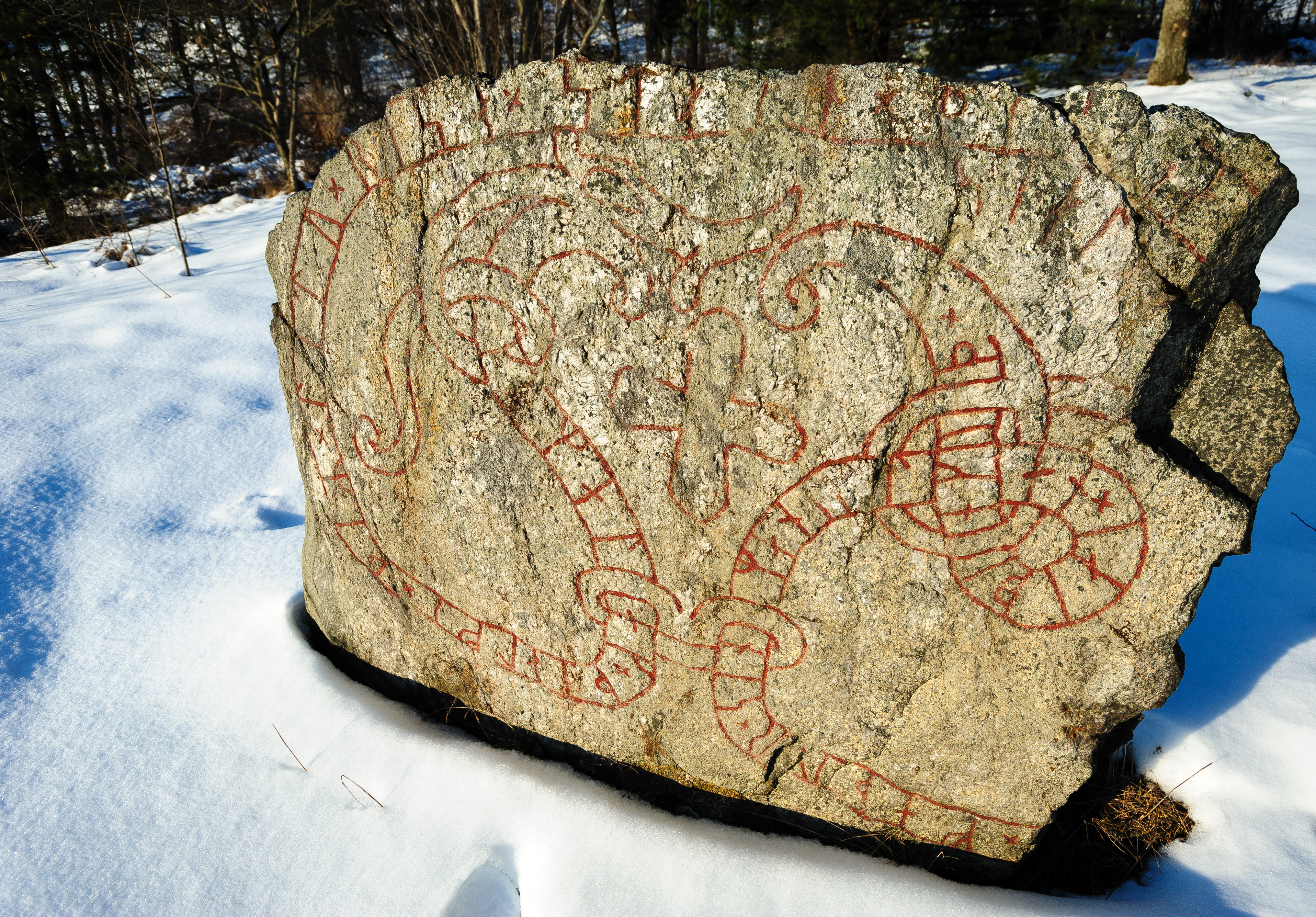
Vinterbild av Gliastenen. Kanske stenen restes på 1000-talet till minne av den vägbyggare, som anlagt en "bro" över sankmarken mellan Linta och Glia byar.

Gliastenen eller Glia runsten, med signum U56, är en runsten som står vid nuvarande Kvarnbacksvägen i stadsdelen Riksby i Bromma i Västerort i Stockholms län öster om Bromma kyrka. Inom fornminnen i Bromma är stenen känd som Bromma RAÄ 32, enligt Riksantikvarieämbetets inläggning angående Brommas fornminnen.
Av texten på runstenen framgår, att de som reste stenen var kristna. Runstenen restes på 1000-talet, troligen till minne av den vägbyggare, som anlade en "bro" över sankmarken mellan Linta by och Glia by. Det är en möjlig tolkning, enligt Nils Ringstedt. Den dugande mannen som omtalas i texten kan alltså vara den som tog initiativ till och genomförde bygget av gamla Gliavägen. Det är inte ovanligt att sådant arbete hyllades med runstenar.

## Gliavägen - Brommas äldsta väg
Runstenen, som nu står vid Linta gravfält, står inte på sin ursprungliga plats. Stenen stod tidigare vid Glia gravfält, men flyttades från sin plats längre åt nordväst, troligen intill gamla Gliavägen till sin nuvarande plats vid Linta gravfält när Bromma flygplats anlades. Runstenar placerades i flera fall på platser, där de kunde ses av vägfarande.
Gliavägen är från förhistorisk tid och den sträckte sig från järnåldersgården Ulvsunda till Bromma kyrka, via Linta by. Runstenen, Gliastenen (RAÄ 38), stod tidigare längs Gliavägen på Glia gravbacke, men flyttades till Kvarnbacksvägn vid Linta gravfält 1951. Därför ska gravfältet vid Linta inte kopplas samman med runstenen.

## Inskriften
Translitterering av runraden:
× k[a]mal ak × þialfi × þiʀ × litu × risa × s(t)ain × þi(n)sa × ... faþur × sin × man| |nu(t)an × ialbin kuþ × sial an
Normalisering till runsvenska:
Gamall ok Þialfi þæiʀ letu ræisa stæin þennsa ... faður sinn, mann nytan. Hialpin Guð sial hans.
Översättning till nusvenska:
Gammal och Tjälve de läto resa denna sten (efter) sin fader, en dugande man. Gud hjälpe hans själ.

## Johan Hadorphs antikvariska resa genom Sollentuna härad

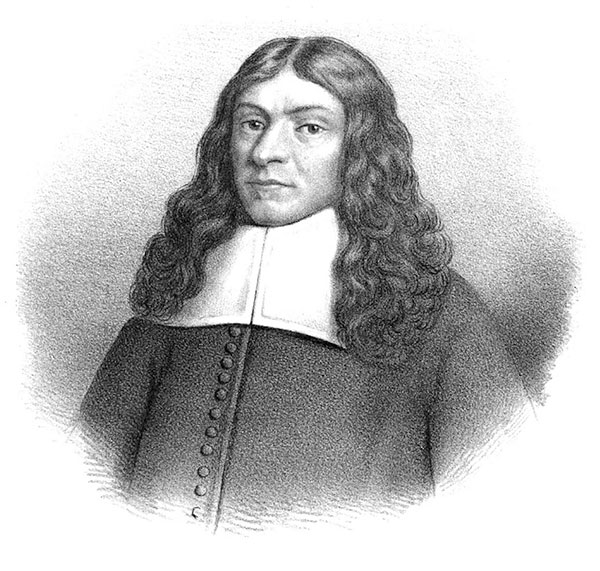
Johan Hadorph (1630-1693). Litografi från 1849.

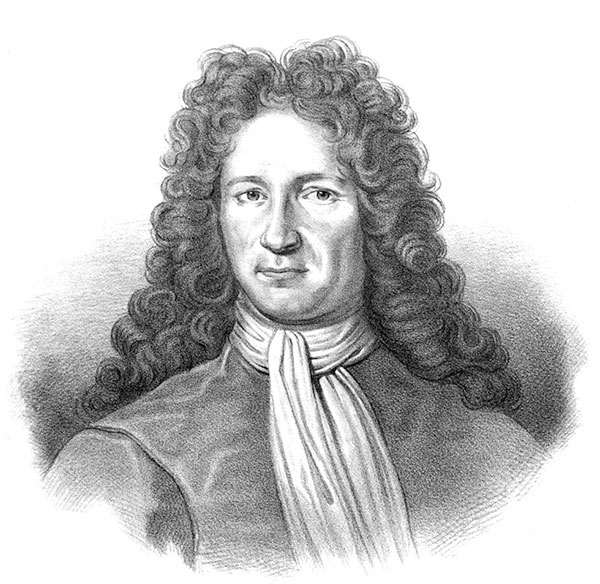
Johan Peringskiöld (1654-1720). Litografi från 1849.

Fornforskaren och runologen Johan Hadorph (1630-1693) fann Glia runsten den 14 maj 1682.
Johan Hadorph erhöll i uppdrag att i sällskap med fornforskaren och runologen Johan Peringskiöld (1654-1720) göra resor i landsorten för att uppleta och avteckna gamla minnesmärken och runstenar. Då samlades det första materialet till det stora runstensverk, som längre fram utgavs av prästen och fornforskaren Johan Göransson  (1712-1769) under namn av Bautil. Det svenska runologiska verket Bautil gavs ut 1750. Till sin hjälp vid sammanställningen hade Göransson teckningar och avskrifter gjorda av bland andra Johan Hadorph, Johan Peringskiöld, Nils Wessman och Petrus Törnevall. Bautil är den första samling avbildningar av svenska runstenar som avsågs vara komplett, och verket har haft stor betydelse för kunskap om idag försvunna runstenar och runinskrifter. Det innehåller 1173 träsnitt.
Johan Hadorph gav sig ut på sin antikvariska resa genom Sollentuna härad. Hans anteckningsbok innehåller om Glia-stenen följande: Den 14 Maij reste iag medh Rijtaren åt Soltuna häredt, och först till Karlberg, dher iag Runahällen afrijtade, sedan till Broma sochn. Broma är den första Sochn wester om Stockholm, ut medh norre Mälarstrand . . . . Uthi sama Sochn är allena en Runesten funnen wid Glia grind, näst Ålsunda wästra gärde, en del bortslagit ju mycket igen. — Enligt fornforskaren och runologen Johan Peringskiöld fanns stenen vid Glia grind i Bråmma Sochn.
Inte långt från runstenen på Linta gravfältsområde i Riksby finns i Bromma i Norra Ängby ett antal vägar som är uppkallade efter kända fornforskare och runologer och som ryms inom kategorin nordisk forntid och fornforskning. Några av vägarna efter fornforskarna heter Brennervägen efter Elias Brenner (1637-1717), Bureusvägen efter Johannes Bureus (1568-1652), Dybecksvägen efter Richard Dybeck (1811-1877), Hadorphsvägen efter Johan Hadorph (1630-1693), Hildebrandsvägen efter Bror Emil Hildebrand (1806-1884), Liljegrensvägen efter Johan Gustaf Liljegren (1789-1837), Peringskiöldsvägen efter Johan Peringskiöld (1654-1720), Stobæusvägen efter Andreas Stobæus (1642-1714), Stolpevägen efter Hjalmar Stolpe (1841-1905), Sävevägen efter Pehr Arvid Säve (1811-1887) och Vereliusvägen efter Olof Verelius (1618-1682).

## Riksantikvarieämbetets noteringar

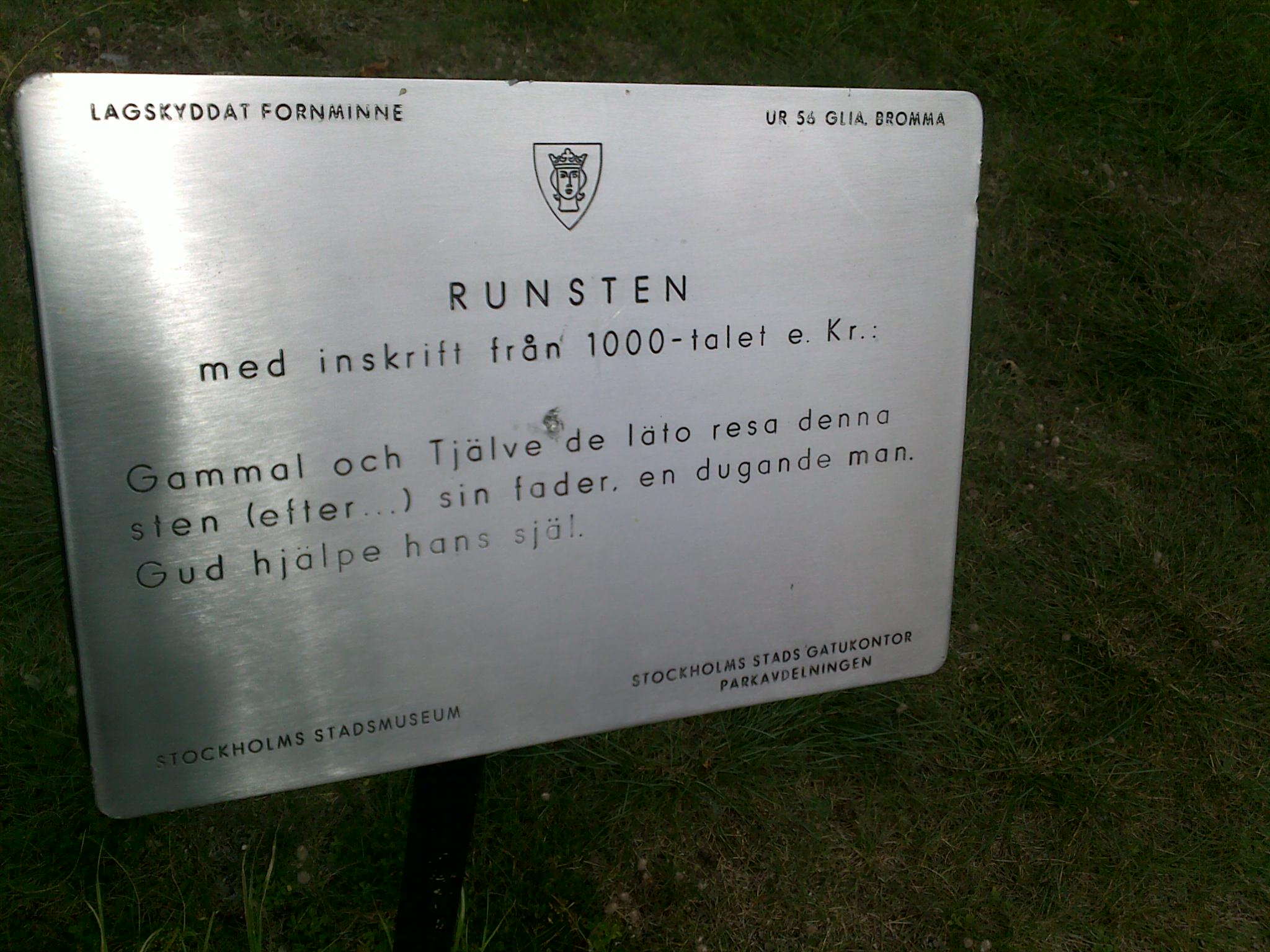
Skylt uppsatt av Stockholms stadsmuseum och Stockholms stads gatukontor, Parkavdelningen, vid runstenen Upplands runinskrifter 56, lagskyddat fornminne. Runsten med inskrift från 1000-talet e.Kr. "Gammal och Tjälve de läto resa denna sten (efter …), sin fader, en dugande man. Gud hjälpe hans själ."

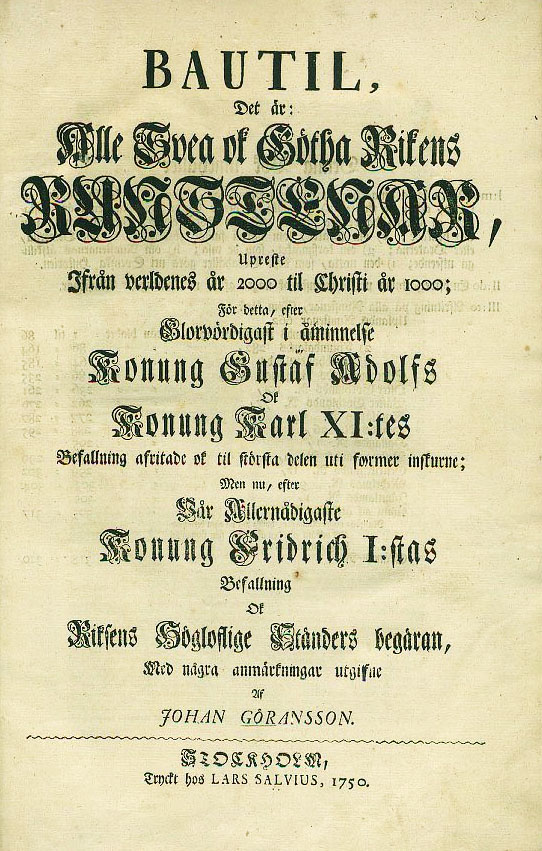
Framsidan av det svenska runologiska verket Bautil, som kom ut 1750, och var sammanställt av Johan Göransson. Bautil var den första samling avbildningar av svenska runstenar som avsågs vara komplett, och verket har haft stor betydelse för kunskap om idag försvunna runstenar och runinskrifter. Det innehåller 1173 träsnitt.

Riksantikvarieämbetet säger följande om Glia runsten:
| ” | Runstenen står inom Stockholms Stads Flygfälts område, omkring 1600 m ostsydöst om Bromma kyrka. Platsen är utmärkt på Geologiska kartbladet Stockholm (felaktigt), på kartan över Stockholmstraktens natur- och kulturminnen samt på kartor i arkeologen Hans Hanssons arbete Bromma flygfälts äldre historia, s. 10 och 11 (jfr även fig. 9 med utsikt över Gliavägen). Runstenen står alltjämt kvar på samma plats som då den först blev känd på 1600-talet, ehuru omgivningarna så radikalt ha förändrats. I närheten finnes ett gravfält, bestående av ett röse, 26 jordblandade rosen och 8 stensättninga. Den äldsta uppgiften finnes i Bansanteckningarna (kronolänsmannen Berthold Dalholm (ibland Berthold Dalhollm) 1682): Johan Jacobsson i Beckomberga berettar efter sägen at wedh Glia skal finnas en smahl Steen med Runska Bookstäfwer. Förmodligen är det samma runsten, som åsyftas med den därpå följande uppgiften: Berettades af Trägardzmästarens Mester Olufs Hustru och Smeden Mester Lars, thet skal wed en grind finnas en Runsten på Ahlsunda ägor. | „ |

| ” | Berthold Dalhollms Ransakning på dhe Antiquiteter och Monumenter, som finnas uthi Såhlentuna Häradt är daterad Rotebro den 10 maj 1682; redan några dagar därefter begav sig Johan Hadorph ut på sin antikvariska resa genom Sollentuna härad. Hans anteckningsbok innehåller om Glia-stenen följande: Den 14 Maij reste iag medh Rijtaren åt Soltuna häredt, och först till Karlberg, dher iag Runahällen afrijtade, sedan till Broma sochn. Broma är den första Sochn wester om Stockholm, ut medh norre Mälarstrand . . . . Uthi sama Sochn är allena en Runesten funnen wid Glia grind, näst Ålsunda wästra gärde, en del bortslagit ju mycket igen. — Enligt Johan Peringskiöld fanns stenen vid Glia grind i Bråmma Sochn. Glia var en by, belägen något längre fram mot Bromma kyrka. Den lydde under Ulvsunda säteri och var åtminstone vid mitten av 1800-talet redan avhyst. Richard Dybeck beskriver runstenens läge sålunda: den ligger i nordvestra hörnet af Ulfsunda vestra gärde, vid en mindre körväg, vid grinden mellan sätesgårdens nordvestra gärde och eng, intill den föga befarna mindre, törhända äldsta väg, som från Stockholms omgifning ledt till Bromma. | „ |

| ” | Ännu 1931, före områdets exploatering för flygfältet, var naturen i stort sett oförändrad: Ett stycke norr om Ulvsunda tager den gamla vägen från gården till Bromma kyrka av åt vänster; man kan med lätthet gå den till fots, ehuru den nu för tiden är föga använd. Den följer först en skogklädd höjd på högra sidan och viker efter en stund av mot vänster tvärs över det öppna fältet mot en annan skogsbacke, som här hindrar utsikten fram mot Bromma. Vid foten av backen, där vägen kröker åt höger, står en runsten. | „ |

| ” | Ljusgrå, strimmig gnejs. Höjd 1,10 m, bredd (över korsmitten) 1,40 m. På högra sidan är ett stycke med ristning avslaget; det saknades redan på 1600-talet. Även upptill är stenens kant skadad. Ristningen är delvis grund och hårt vittrad. Inskrift: - kamal ak þialfi þiR litu risa stain þinsa . . . faþur sin manuian ialbin kuþ sial an - Gamall ok þialfi þæiR letu rœisa stæin þennsa .. . faður sinn, mann nytan. Hialpin Guð sial han[s]. - "Gammal och Tjälve de läto resa denna sten . . . sin fader, en dugande man. Gud hjälpe hans själ." | „ |